# Double Crossbones

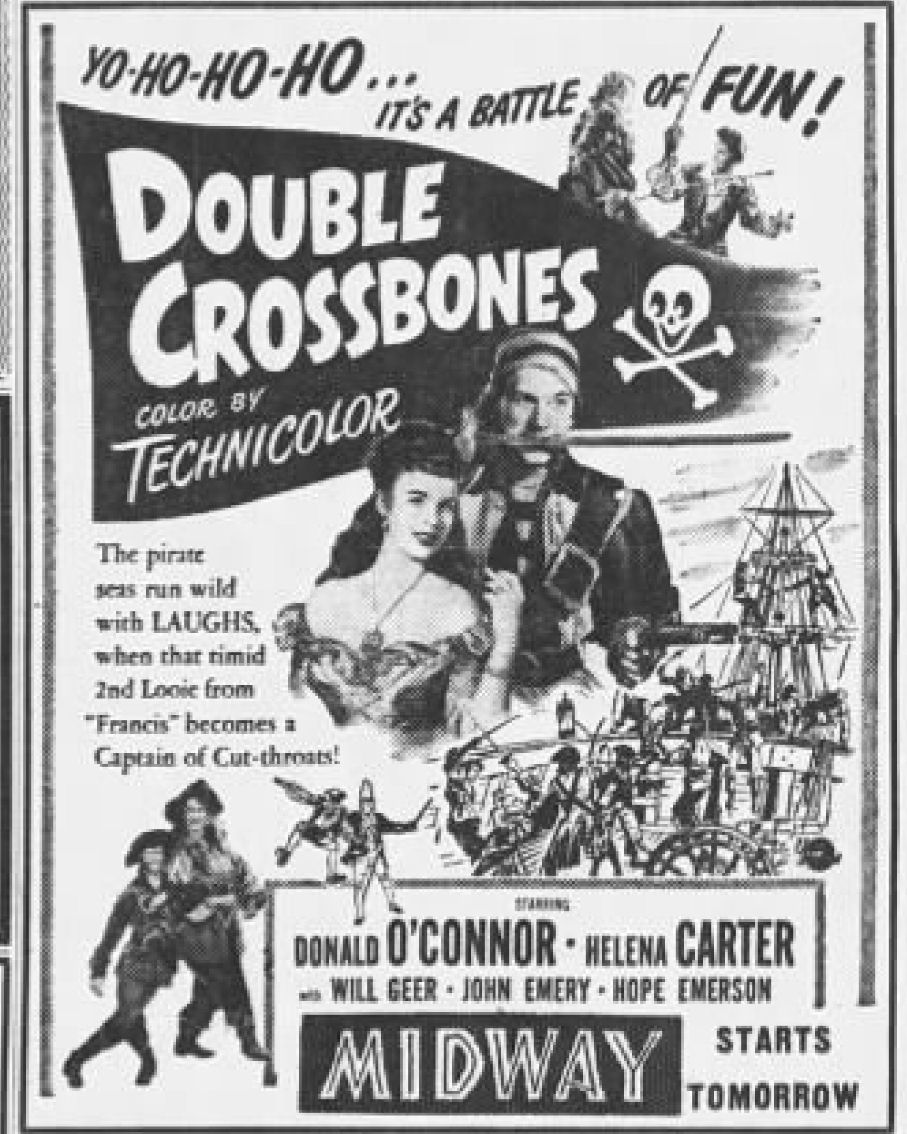
Affiche du film, 1951.

Double Crossbones est un film américain réalisé par Charles Barton, sorti en 1951.

## Fiche technique
- Titre : Double Crossbones
- Réalisation : Charles Barton
- Scénario : Oscar Brodney et John Grant
- Production : Leonard Goldstein
- Musique : Frank Skinner
- Photographie : Maury Gertsman
- Montage : Russell Schoengarth
- Pays d'origine : États-Unis
- Format : Couleurs - 1,37:1 - Mono
- Genre : Comédie
- Durée : 75 minutes
- Date de sortie : 1951

## Distribution
- Donald O'Connor : Davey Crandall
- Helena Carter : Lady Sylvia Copeland
- Will Geer : Tom Botts
- John Emery : Governor Elden
- Stanley Logan : Lord Montrose
- Kathryn Givney : Lady Montrose
- Hayden Rorke : Malcolm Giles
- Morgan Farley : Caleb Nicholas
- Robert Barrat : Henry Morgan
- Alan Napier : William Kidd
- Glenn Strange : Capitaine Ben Avery
- Louis Bacigalupi : Barbe Noire
- Hope Emerson : Ann Bonney
- Charles McGraw : Capitaine Ben Wickett